# Station Manorbier
Manorbier is een spoorwegstation van National Rail in Pembrokeshire in Wales. Het station is eigendom van Network Rail en wordt beheerd door Transport for Wales. 